# José Burgos

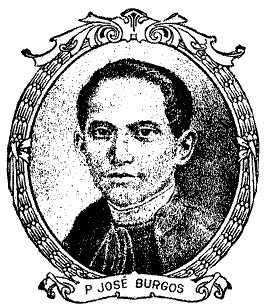
José Burgos

José Burgos (Vigan, 9 februari 1837 - Manilla, 17 februari 1872) was een Filipijnse rooms-katholieke priester. Burgos werd samen met Jacinto Zamora en Mariano Gómez door het Spaanse koloniale bestuur geëxecuteerd vanwege zijn vermeende betrokkenheid bij de Muiterij van Cavite in 1872. De drie priesters werden hierdoor helden en martelaars voor het Filipijnse volk.

## Biografie
José Burgos werd geboren op 9 februari 1837. Zijn vader José Tiburcio Burgos was een Spaanse luitenant en zijn moeder Florencia García was van Filipijnse afkomt uit Vigan. Hij studeerde aan het Colegio de San Juan de Letran, maar stopte daar vanwege de onrechtvaardigheden die hij daar ondervond. In plaats daarvan studeerde hij aan University of Santo Tomas en daar behaalde hij doctoraten in de Theologie en in Canoniek recht. Op 17 december 1864 werd Burgos tot priester gewijd.
Burgos zette zich in voor hervormingen binnen de Filipijnse Rooms-Katholieke Kerk. Zo schreef hij een manifest waarin hij de rechten van lokale Filipijnse priesters verdedigde, ook was hij lid van een hervormingscommissie in de kerk. Toen op 20 januari 1872 de Muiterij van Cavite uitbrak werd Burgos beschuldigd van betrokkenheid. Op 15 februari 1872 werd hij hiervoor samen met twee andere priesters Jacinto Zamora en Mariano Gómez in een schijnproces ter dood veroordeeld door een militaire rechtbank. Gouverneur-generaal van de Filipijnen Rafael de Izquierdo ging akkoord. Twee dagen na de veroordeling werden de drie geëxecuteerd op Bagumbayan Field, tegenwoordig Rizal Park, in Manilla.
De executie van de drie priesters maakte van hen martelaren voor het Filipijnse volk en droeg bij aan een groeiend nationalisme, die in 1896 zou leiden tot de Filipijnse revolutie. Jose Rizal droeg zijn boek El filibusterismo op aan de drie priesters.

## Bron
- Carlos Quirino, Who's who in Philippine history, Tahanan Books, Manilla (1995)

- Bibliothèque nationale de France: cb16734280t (data)
- Gemeinsame Normdatei: 131746456
- International Standard Name Identifier: 0000 0000 8097 8404
- Library of Congress Control Number: n50032055
- Nationale Bibliotheek van Israël: 987007280586905171
- Nederlandse Thesaurus van Auteursnamen: 070359520
- Trove: 1305158
- Virtual International Authority File: 18365166
- WorldCat: E39PBJfWVkbBCy98w9XWP4PqQq